# 前田利道
前田 利道（まえだ としみち）は、江戸時代中期の大名。加賀大聖寺藩の第5代藩主。

## 生涯
享保18年（1733年）4月24日、第4代藩主・利章の長男として生まれる。元文2年（1737年）の父の死去により跡を継ぐ。宝暦2年（1752年）、東海道吉田大橋架け替えの手伝普請が命ぜられるが、完成した橋が半年ほど後に湾曲してしまう事態が生じた。井沢弥惣兵衛為永の子で工事を担当した勘定組頭の井沢弥惣兵衛正房は小普請組に降格され、利道には再度の手伝普請が命じられた。また、治世中に領内が災害に見舞われたこともあり、藩の財政は逼迫した。安永7年（1778年）5月25日、家督を子の利精に譲って隠居し、安永10年（1781年）1月14日に死去した。享年49。

## 系譜
父母
- 前田利章（父）
- 桂林院 ー 内藤友真の娘、側室（母）

正室
- 隆、宝光院 ー 前田利隆の娘

側室
- 円成院 ー 加藤氏
- 庸、保安院 ー 井上氏

子女
- 前田利貞（長男）生母は宝光院（正室）
- 前田利精（次男）生母は円成院（側室）
- 前田利物（三男）生母は円成院（側室）
- 前田元三郎 ー 観光院、生母は円成院（側室）
- 前田利寧、生母は円成院（側室）
- 前田利以、生母は円成院（側室）
- 前田利行、生母は保安院（側室）
- 前田利幹、生母は保安院（側室）
- 崎 ー 喜連川恵氏正室、生母は円成院（側室）
- 正 ー 前田治脩正室、生母は円成院（側室）